# امین‌حسین رحیمی
امین‌حسین رحیمی (زادهٔ ۱۳۴۷) سیاستمدار ایرانی است که از سال ۱۴۰۰ به‌عنوان‌ وزیر دادگستری فعالیت می‌کند.
او معاون منابع انسانی و امور فرهنگی قوه قضائیه از خرداد ۱۳۹۹ تا شهریور ۱۴۰۰ بوده است. وی پیش از این نماینده شهرستان ملایر در دوره هشتم مجلس شورای اسلامی و دادستان دیوان محاسبات کشور در مجلس نهم بود.وی همچنین در ۲۰ مرداد ۱۴۰۰ به عنوان وزیر دادگستری پیشنهادی دولت سیزدهم توسط سید ابراهیم رئیسی به مجلس معرفی شد.
امین‌حسین رحیمی توانست در هشتمین دوره انتخابات مجلس با مجموع ۳۴ هزار و ۳۴۳ رأی از ۱۰۵ هزار و ۳۵۲ آرای مأخوذه به عنوان نماینده اول مردم شهرستان ملایر به مجلس هشتم راه یابد.
تحصیلات وی کارشناس ارشد حقوق عمومی از دانشگاه تهران است. او عضو کمیسیون قضایی و حقوقی مجلس هشتم سخنگوی این کمیسیون و عضو هیئت تطبیق و بررسی مصوبات دولت با قوانین بود.
امین‌حسین رحیمی در تیرماه سال ۱۳۹۱ به پیشنهاد کمیسیون برنامه و بودجه و محاسبات و تصویب نمایندگان مجلس به عنوان دادستان دیوان محاسبات کشور انتخاب شد. و پس از گذشت یک سال وکلای ملت در شهریور ماه ۱۳۹۲ با ۱۷۹ رأی موافق از مجموع ۱۹۰ آرای مأخوذه، امین‌حسین رحیمی را به عنوان رئیس جدید دیوان محاسبات برگزیدند.

## سوابق
امین‌حسین رحیمی پیش از دادستانی دیوان محاسبات، به عنوان معاون امور مجلس قوه قضائیه در امور مجلس نهم منصوب شده بود. او در کارنامه کاری خود سمت‌هایی چون: قاضی، معاون رئیس کل دادگاه انقلاب تهران و دادگاه‌های عمومی و عضو هیئت تطبیق مصوبات دولت با قوانین در مجلس نهم را نیز دارد.

## مسئولیت‌ها و سمت‌های قضایی و حقوقی
1. دادیار دادسرای عمومی ملایر
2. دادرس و قاضی دادگاه حقوقی ۲ مستقل بوانات استان فارس
3. دادرس دادگاه حقوقی ۲ ملایر
4. رئیس شعبه دادگاه عمومی ملایر
5. معاون رئیس کل دادگستری همدان
6. مستشار دادگاه‌های تجدید نظر تهران
7. معاون رئیس کل دادگاه‌های عمومی و انقلاب تهران
8. قاضی ستاد بازرسی ویژه ریاست قوه قضائیه
9. مسئول شوراهای حل اختلاف کشور
10. نماینده دوره هشتم مجلس شورای اسلامی (سخنگوی کمیسیون قضایی و حقوقی مجلس و عضو هیئت تطبیق و بررسی مصوبات دولت با قوانین)
11. مشاور رئیس قوه قضائیه[۵]
12. دادستان دیوان محاسبات کشور
13. رئیس دیوان محاسبات کشور
14. معاون امنیتی دادستان کل کشور
15. مشاور عالی رئیس قوه قضاییه و رابط قوه قضاییه با نمایندگان مجلس شورای اسلامی
16. معاون منابع انسانی قوه قضاییه